# Ideratus sagdus
Ideratus sagdus là một loài bọ cánh cứng trong họ Cerambycidae.